# アナスタシオス・ドニス
アナスタシオス・ドニス（英語: Anastasios Donis、ギリシア語: Αναστάσιος Δώνης 、1996年8月29日 - ）は、イングランド・ブラックバーン出身のプロサッカー選手。ギリシャ代表。APOELニコシア所属。ポジションはフォワード。

## 経歴

### 生い立ち
父親のヨルゴス・ドニスは元ギリシャ代表サッカー選手で、ブラックバーン・ローヴァーズFC在籍時に次男として生まれた。2歳年上の兄のフリストス・ドニスもサッカー選手である。

### クラブ
パナシナイコスFCのユースチームでプレーを始め、2013年にユヴェントスFCのユースチームに移籍。2015年にトップチームに昇格するも、すぐにACルガーノにレンタル移籍。2016年夏にもOGCニースにレンタル移籍。結局、ユヴェントスのトップチームでプレーすることは無かった。
2017年7月、VfBシュトゥットガルトに完全移籍。契約は4年で移籍金は420万ユーロ。同年10月13日の1.FCケルン戦て移籍後初得点を挙げた。
2019年9月2日、スタッド・ランスへ2020年6月までの期限付き移籍をした。
2021年2月1日、VVVフェンローへ2020-21シーズン終了までの期限付き移籍をした。

### 代表
2017年7月に開催されたボスニア・ヘルツェゴビナとの親善試合でギリシャ代表初キャップ。2019年3月21日、UEFA EURO 2020予選・グループJのリヒテンシュタイン戦で代表初ゴールを決めた